# Campeonato Asiático de Atletismo de 2023 - 110 m com barreiras masculino
A prova dos 110 metros com barreiras masculino do Campeonato Asiático de Atletismo de 2023 foi disputada nos dias 13 e 14 de julho de 2023, no Estádio Nacional, em Banguecoque, na Tailândia.

## Recordes
Antes desta competição, os recordes mundiais e do campeonato nesta prova eram os seguintes:
|                       | Nome          | Nacionalidade  | Tempo  | Local    | Data                  |
| --------------------- | ------------- | -------------- | ------ | -------- | --------------------- |
| Recorde mundial       | Aries Merritt | Estados Unidos | 12s 80 | Bruxelas | 7 de setembro de 2012 |
| Recorde do campeonato | Xie Wenjun    | China          | 13s 21 | Doha     | 24 de abril de 2019   |
| Recorde asiático      | Liu Xiang     | China          | 12s 88 | Lausana  | 11 de julho de 2006   |

## Medalhistas
| Ouro                  | Prata           | Bronze               |
| Shunya Takayama (JPN) | Xu Zhuoyi (CHN) | Yaqoub Al-Yoha (KUW) |

## Cronograma
Todos os horários são locais (UTC+7)
| Data        | Hora  | Evento  |
| ----------- | ----- | ------- |
| 13 de julho | 09:15 | Bateria |
| 14 de julho | 18:10 | Final   |

## Resultados

### Bateria
Qualificação: 3 atletas de cada bateria  (Q) mais os  2 melhores qualificados (q).
Vento:
 Bateria 1: 0.0 m/s, Bateria 2: 0.0 m/, Bateria 3: 0.0 m/s 
| Posição | Bateria | Atleta                       | Nacionalidade | Tempo | Notas           |
| ------- | ------- | ---------------------------- | ------------- | ----- | --------------- |
| 1       | 3       | Xu Zhuoyi                    | China         | 13.57 | Q               |
| 2       | 3       | Yaqoub Al-Yoha               | Kuwait        | 13.62 | Q               |
| 3       | 2       | Ning Xiaohan                 | China         | 13.62 | Q               |
| 4       | 2       | Taiga Yokochi                | Japão         | 13.63 | Q               |
| 5       | 1       | Shunya Takayama              | Japão         | 13.70 | Q               |
| 6       | 1       | John Cabang                  | Filipinas     | 13.70 | Q               |
| 7       | 3       | Nathapol Dansoongnern        | Tailândia     | 13.71 | q,              |
| 8       | 1       | David Yefremov               | Cazaquistão   | 13.85 | q               |
| 9       | 1       | Mohd Rizzua Haizad Muhamad   | Malásia       | 13.85 | Recorde pessoal |
| 10      | 1       | Chen Kuei-ju                 | Taipé Chinesa | 13.89 |                 |
| 11      | 2       | Chen Xiang Ang               | Singapura     | 13.99 |                 |
| 12      | 3       | Clinton Bautista             | Filipinas     | 13.99 |                 |
| 13      | 3       | Kim Kyung-tae                | Coreia do Sul | 14.02 |                 |
| 14      | 2       | Oumar Abakar                 | Catar         | 14.21 |                 |
| 15      | 2       | Ergash Normurodov            | Uzbequistão   | 14.26 |                 |
| 16      | 2       | Lee Ka Yiu                   | Hong Kong     | 14.36 |                 |
| 17      | 3       | Mui Ching Yeung              | Hong Kong     | 14.38 |                 |
| 18      | 2       | Khanmalaiphone Bounyaveun    | Laos          | 14.83 | Recorde pessoal |
| 19      | 3       | Zaid Al-Awamleh              | Jordânia      | 15.03 |                 |
| 20      | 1       | Detaudom Suwannachairob      | Tailândia     | 15.29 | Recorde pessoal |
| 99      | 1       | Saeed Othman Zamzoun Al-Absi | Catar         | DNF   |                 |

### Final
A final ocorreu no dia 14 de julho às 18:10.
Vento: +0.6 m/s 
| Posição           | Raia | Atleta                | Nacionalidade | Tempo | Notas           |
| ----------------- | ---- | --------------------- | ------------- | ----- | --------------- |
| Medalha de ouro   | 4    | Shunya Takayama       | Japão         | 13.29 |                 |
| Medalha de prata  | 6    | Xu Zhuoyi             | China         | 13.39 | Recorde pessoal |
| Medalha de bronze | 5    | Yaqoub Al-Yoha        | Kuwait        | 13.56 |                 |
| 4                 | 8    | John Cabang           | Filipinas     | 13.56 | Recorde pessoal |
| 5                 | 7    | Taiga Yokochi         | Japão         | 13.59 |                 |
| 6                 | 2    | David Yefremov        | Cazaquistão   | 13.60 |                 |
| 7                 | 1    | Nathapol Dansoongnern | Tailândia     | 13.66 | Recorde pessoal |
| 8                 | 3    | Ning Xiaohan          | China         | 13.81 |                 |

Legenda
| Recorde mundial       | Recorde mundial (World record)               |                       | Recorde africano                      | Recorde africano (African) |                                           | Q | Classificado por posição (Qualified) |
| Recorde do campeonato | Recorde do campeonato (Championship record)  | Recorde da América    | Recorde da América (Americas)         | q                          | Classificado por melhor tempo (Qualified) |   |                                      |
| Melhor marca do ano   | Melhor marca do ano (World leading)          | Recorde asiático      | Recorde asiático (Asian)              | DNS                        | Não largou (Did not start)                |   |                                      |
| Recorde nacional      | Recorde nacional (National record)           | Recorde europeu       | Recorde europeu (European)            | DNF                        | Não terminou (Did not finish)             |   |                                      |
| Recorde pessoal       | Recorde pessoal do atleta (Personal best)    | Recorde da Oceania    | Recorde da Oceania (Oceania)          | DSQ / DQ                   | Desclassificado (Disqualified)            |   |                                      |
| Recorde da temporada  | Recorde da temporada do atleta (Season best) | Recorde sul-americano | Recorde sul-americano (South America) | NM                         | Sem marca (No mark)                       |   |                                      |